# 默纳德
默纳德（法語：Menades，法語發音：[mənad]）是法国勃艮第-弗朗什-孔泰大区约讷省的一个市镇，属于阿瓦隆区。

## 地理
默纳德（47°26'42"N, 3°49'28"E）面积5.7 平方千米，位于法国勃艮第-弗朗什-孔泰大區约讷省，该省份为法国中北部内陆省份，西接卢瓦雷省，西北接塞纳-马恩省，南至涅夫勒省，东临科多尔省，东北与奥布省接壤。
与默纳德接壤的市镇（或旧市镇、城区）包括：塔鲁瓦索、屈尔河畔多姆西、圣安德烈昂莫尔旺、伊斯朗、皮埃尔佩尔蒂、圣佩尔。

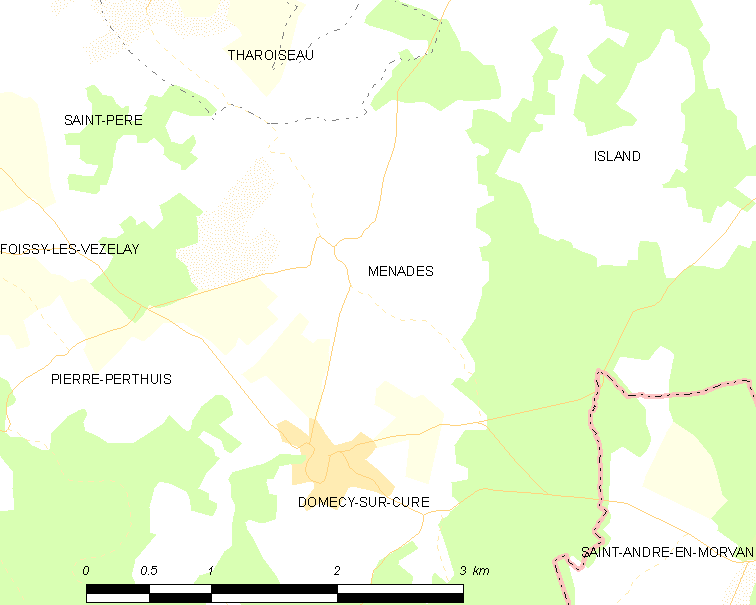
默纳德的OSM定位图

默纳德的时区为UTC+01:00、UTC+02:00（夏令时）。

## 行政
默纳德的邮政编码为89450，INSEE市镇编码为89248。

## 政治
默纳德所属的省级选区为阿瓦隆县。

## 人口

1962-2008年间默纳德人口变化图示

默纳德于2022年1月1日时的人口数量为37人。